# KNM-ER 1470
KNM-ER 1470 es el nombre de catálogo (KNM-ER son las siglas de Kenia National Museum-East Rudolf) de parte un cráneo fósil de Homo rudolfensis, coloquialmente conocido como Rudy, encontrado en 1972 por Bernard Ngeneo en los yacimientos de Koobi Fora, en la orilla oriental del lago Turkana, antes lago Rodolfo.

## Atribución de especie y datación
En la primera publicación, Leakey (1973), se asignó a Homo sp. y se le atribuyó una antigüedad de 2,9 millones de años, posteriormente, con una datación fiable se le incluyó dentro de H. habilis aunque comparativas anatómicas más detalladas le terminaron catalogando, con amplio consenso, como H. rudolfensis, especie propuesta por Alekséyev en 1986.

## Descripción
Son los restos de un macho al que se le ha calculado, en 2008, una capacidad craneana de unos 700 cm³, pero el hecho de que el cráneo se reconstruyera a partir de 150 trozos siempre genera dudas (la primera reconstrucción la estimó en 752 cm³, una de 2007 lo dejó en 526 cm³).
Esta especie convivió con H. habilis, H. erectus y P. boisei.[cita requerida]